# Austin Smith
Pour les articles homonymes, voir Smith.
Austin Smith né le 20 mai 1985 au Cap, est un joueur de hockey sur gazon sud-africain. Il évolue au poste de défenseur au HC 's-Hertogenbosch.
Il a représenté l'Afrique du Sud entre 2004 et 2021.

## Carrière

### Coupe du monde
- Premier tour : 2010, 2014, 2018

### Coupe d'Afrique des nations
- : 2009, 2013

### Jeux olympiques
- Premier tour : 2008, 2012, 2020[3]

### Jeux du Commonwealth
- Premier tour : 2018
- Top 8 : 2010, 2014